# Michail Lifits
Michail Lifits (* 25. September 1982 in Taschkent, Usbekische SSR) ist ein deutscher Pianist und Hochschullehrer.

## Leben
Der 1982 in Taschkent (Usbekistan) geborene Pianist Michail Lifits fing im Alter von fünf Jahren mit dem Klavierunterricht an und studierte bei Boris Petrushansky an der Accademia Pianistica „Incontri col Maestro“ in Imola (Italien) sowie bei Karl-Heinz Kämmerling und Bernd Goetzke an der Hochschule für Musik und Theater Hannover.
1991 hatte Lifits erste Auftritte in Usbekistan, gefolgt von Konzerten in Europa, Asien und den USA. Konzertengagements führten ihn in die Carnegie Hall und das Lincoln Center in New York, die Berliner Philharmonie, die Wigmore Hall in London, den Herkulessaal, das Prinzregententheater und die Philharmonie in München, die Laeiszhalle und Elbphilharmonie Hamburg, die Sala Verdi in Mailand, die Tonhalle Zürich, das Concertgebouw Amsterdam, das Palais des Beaux-Arts in Brüssel.
Als Solist gastierte Michail Lifits mit vielen renommierten Orchestern wie dem Deutschen Symphonie-Orchester Berlin, dem Residenzorchester Den Haag, NDR Radiophilharmonie Hannover, dem Haydn-Orchester Bozen, den Moscow Soloists, Orchestra of Valencia, dem Orchestra dell’Arena di Verona, Hong Kong Sinfonietta, den Münchener Symphonikern und dem Münchener Kammerorchester.
Lifits war zu Gast beim Verbier-Festival, bei den Festspielen Mecklenburg-Vorpommern, beim Rheingau Musikfestival, beim Klavier-Festival Ruhr, beim Kissinger Sommer, beim Festival Pianistico Internazionale di Brescia e Bergamo, bei den Schwetzinger SWR Festspielen, beim Gstaad Menuhin Festival und bei den BBC Proms.
Im April 2022 wurde Michail Lifits zum Professor für Klavier an die Hochschule für Musik FRANZ LISZT Weimar berufen. Zuvor unterrichtete er als Dozent an der Hochschule für Musik, Theater und Medien Hannover sowie im Rahmen verschiedener Meisterkurse für Klavier und Klavierkammermusik im In- und Ausland. Seit 2014 ist Michail Lifits Steinway Artist.

## Preise
- 2003: 1. Preis und den Publikumspreis beim „Silvio Bengali Piano Prize“ bei Val Tidone Piano Competitions in Italien;
- 2004: 1. Preis beim Internationalen Klavierwettbewerb „46th Award Cittá di Treviso“;
- 2006: 1. Preis beim Internationalen Klavierwettbewerb „Antonio Napolitano“ in Vietri sul Mare;
- 2006: 1. Preis, Orchesterpreis, ein Sonderpreis für die Beste Interpretation Werkes von Chopin, sowie ein Publikumspreis beim Internationalen Klavierwettbewerb „Rina Sala Gallo“ in Monza
- 2007: 2. Preis beim Kissinger Klavierolymp
- 2009: 1. Preis bei Hilton Head International Piano Competition in USA
- 2009: 1. Preis, Publikumspreis und den Sonderpreis für die beste Interpretation des Klavierkonzerts von Mozart beim Internationalen Klavierwettbewerb Ferruccio Busoni in Bozen (Italien)

## Diskografie
- 2011: mit Vilde Frang: Violin Sonatas (Warner Music)
- 2012: Michail Lifits plays Mozart (Decca Classics)
- 2015: Schubert: Piano Sonatas D 894 & D 845 (Decca Classics)
- 2017: SHOSTAKOVICH: 24 PRELUDES Op. 34 & PIANO QUINTET Op. 57 with Szymanowski Quartet (Decca Classics)
- 2018: Prokofiev: Violin and Piano Sonatas Alexandra Conunova and Michail Lifits (Aparte)
- 2019: mit Vilde Frang: Schubert Paganini (Warner Music)